# Народност
Народност је вишезначни појам, који се у ужем значењу може користити за исказивање припадности неком народу, док се у ширем, односно апстрактном значењу може користити за означавање посебности одређеног народа и његових укупних својстава и обележја, у равни међуетничких, односно међунационалних односа. У том смислу, појам народност се често користи као синоним за етничност, али понекад се такође користи и као синоним за националност, тако да његово конкретно значење зависи од контекста употребе.

## Специфично значење у СФРЈ
Појам народност је у СФРЈ почевши од 1963. године употребљаван за означавање националних мањина, чиме се настојала избећи употреба појма "нација" и свих израза изведених из тог појма, који је у идеолошком смислу посматран као превазиђен. Тако су умјесто пара појмова „нација и национална мањина” употребљавани „народ и народност”. У оваквој номенклатури није постојао простор за појам етничка група у смислу етничке заједнице која нема своју матичну државу, мада су неки, на пример Русини признавани као народност.
Остале социјалистичке земље нису имале јединствен однос према овом питању упркос идеолошком постулату социјализма да је нација капиталистички изум те да се сматра непотребним и штетним наслеђем из прошлих времена. На пример, у Румунији је коришћен заједнички назив „мањинци“ за припаднике националних мањина и због наслеђених историјских проблема са Мађарском сви „мањинци” су третирани незадовољавајуће, према данашњим стандардима.